# Eduardo Pérez Pujol
Eduardo Pérez Pujol (Salamanca, 6 de marzo de 1830-Valencia, 9 de marzo de 1894) fue un jurista, historiador y sociólogo español. De pensamiento krausista, promovió el estudio sociológico y fue fundador junto a otros de la Liga contra la Ignorancia. Dedicó gran parte de su vida a la campaña a favor de los gremios, en cuya reconstrucción veía la mejor solución al problema social. Catedrático de Derecho Romano en la Universidad de Santiago de Compostela y de Derecho Civil e Historia del Derecho en la Universidad de Valladolid, sería rector de la Universidad de Valencia entre 1869 y 1873.

## Biografía
Nació en Salamanca el 6 de marzo de 1830, hijo del matrimonio formado por Blas Pérez García y María Puyol Serradilla, moriría en Valencia el 9 de marzo de 1894, rindiéndole la ciudad y Universidad de Valencia el merecido tributo que su dedicación a ambas le hizo acreedor. 
Estudió en la Universidad de Salamanca, obteniendo el grado de bachiller en Filosofía en 1843, el de bachiller en Jurisprudencia en 1848 y el grado de licenciado en esta misma materia en 1850. Luego se fue a Madrid, donde obtuvo el doctorado en 1851.
Tras culminar su preparación académica comenzó su carrera docente. Primero, en la Universidad de Salamanca, como auxiliar; y desde 1856 sería catedrático en Derecho Romano en la Universidad de Santiago. Poco después se trasladó a Valladolid, trabajando en la universidad de la ciudad como catedrático en Derecho Civil e Historia del Derecho. En 1858 llegó a Valencia, en cuya universidad permanecería hasta solicitar la jubilación en 1888.
Los treinta años que dedicó a la enseñanza en la Universidad de Valencia le pusieron en contacto con un número elevado de discípulos que en ocasiones destacarían en la vida local o nacional. Fue el principal impulsor de múltiples instituciones: el Ateneo Mercantil, la Institución para la Enseñanza de la Mujer, la Escuela de Artesanos, la Liga Contra la Ignorancia, entre otras.
En cuanto a su personalidad intelectual, el contacto personal y el conocimiento de la filosofía krausista hicieron de Pérez Pujol una figura de lo que Gil Cremades califica de «marginales»; no obstante, quizá habría que considerarle, más que como marginal, un intelectual dentro del área de influencia de dicha filosofía en la forma española. El posible contacto que tuvo en Madrid con el grupo krausista, sus lecturas y, sobre todo, su inclinación hacia el armonismo, el orden burgués y la libertad le configuraron como un hombre liberal, poco inclinado a ideologías extremas ni en lo social ni en lo político, y que sus contemporáneos de cualquier tendencia siempre consideraron recto y de buena fe.
Fue nombrado rector de la Universidad de Valencia por real decreto en 1869, tras las reformas universitarias inspiradas por Castro, cuando el Ministerio trataba de colocar en los rectorados profesores afines a las mismas. Según se desprende de la prensa valenciana, dicho nombramiento podría estar potenciado por la Junta Revolucionaria de Valencia, que, tras la renuncia del anterior rector, Vicente Noguera y Sotolongo, marqués de Cáceres, consideró persona idónea para dicha función a Pérez Pujol.
En 1871 se celebró en la universidad el debate internacionalista, en el que Pérez Pujol, siendo contrario al internacionalismo, realizó una intervención significativa como patrocinador y protagonista del mismo, lo que hizo suponer una presión ministerial para que poco después presentara su dimisión como rector. Este hecho provocó una manifestación «pacífico-ruidosa» de los alumnos con el fin de apoyar a su rector. En todo caso, la renuncia no fue aceptada. Ante la situación en que se vio inmerso durante el breve periodo de existencia del cantón valenciano, su actitud honesta y firme no pudo evitar la presentación de su dimisión, que le fue aceptada en julio de 1873. Le sucedió en el cargo de rector el profesor Manuel Bartolomé Tarrasa Romans, quien fuera un significativo crítico suyo.
En 1875, Pérez Pujol se vio en la necesidad de tomar postura ante la crisis y, dada su antigua amistad con Giner de los Ríos, hizo llegar al Gobierno —si bien de forma moderada— su protesta por las medidas adoptadas. La integración de Pérez Pujol a la Universidad de Valencia en 1857 se encuentra entre el Plan Pidal de 1845 y la ley Moyano de 1857, en que la nueva Universidad quedaría bajo las órdenes directas del Ministro de Fomento. La Revolución Setembrina en 1868 supuso una renovación, pues atrajo al poder universitario a los futuros institucionalistas y gentes afines a krausismo, como era el caso de Pérez Pujol, nombrado rector.
El impulso que Pérez Pujol debió proporcionar a la Universidad de Valencia es indudable,[cita requerida] en especial durante el período que ejerció su rectorado. Siguiendo la trayectoria de Fernando de Castro en Madrid, trató de conseguir la extensión de la universidad a otros grupos sociales generalmente marginados de la supuesta cultura impartida en los centros oficiales. Así, contribuyó a estimular el contacto de la mujer y el obrero con la cultura universitaria.[cita requerida] Gómez Molleda considera el momento de mayor relieve para la Universidad valenciana el que trascurre de 1875 a 1890, comenzando en el mismo momento en que Pérez Pujol accedió a su rectorado, por lo que supuso el acercamiento a todas variadas esferas de sociedad valenciana.
Al mismo tiempo, colaboró con la Real Sociedad Económica de Amigos del País de Valencia e impulsó la creación de la Escuela de Artes y Oficios, de la Caja de Ahorros y Monte de Piedad, del Ateneo Mercantil, etc. Pérez Pujol estuvo presente en todas las entidades de la burguesía progresista y llegó a ser una personalidad destacada e influyente; este factor decidiría, junto con la rectitud de su temple, su elección como componente de la experiencia cantonal en Valencia. Si bien no pareció poseer una ideología definida, su talante humanista le reafirmaron en su creencia en el progreso, en la posibilidad de conciliar intereses económicos y sociales, que le hace defender en sus escritos las soluciones a su parecer más justas para la llamada «cuestión social», e incluso para la mejor forma de ejercer el sufragio y la representatividad política.
Pérez Pujol fue uno de los componentes de la Junta Revolucionaria para el nombramiento del cantón independiente en Valencia. Sin embargo, los integrantes se apresuraron a desistir, viéndose obligados a aceptar el antedicho cargo por no admitir su dimisión ni la Junta ni muchas personas importantes de la población que tenían muy apreciable garantía de verse representados por tan presentables señores.[cita requerida] El gobernador Ramón Castejón ordenó la entrada en prisión del rector Pérez Pujol, en las Torres de Serranos.
El pueblo reaccionó ante esta situación: los periódicos locales publicaron con urgencia una convocatoria abierta a todos los que quisieran sumarse con su apoyo a una reunión que tendría lugar en el Círculo de Valencia. Pese a los obstáculos que intentó promover el gobernador, se celebró dicho acto, en que fue leída una carta dirigida por Ildefonso Díez de Rivera y Valeriola, conde de Almodóvar, a los convocantes, dando muestras de vivo de reconocimiento para la gestión de Pérez Pujol y lo injusto de su encarcelamiento. A los términos que expresa la carta se unieron los asistentes al círculo y de forma unánime se reconoció el justo proceder del rector valenciano y el aprecio en que lo tenía Valencia. Falleció el 9 de marzo de 1894.

## Obra
Su obra ha tratado de agruparla en una serie de epígrafes que responden a la búsqueda de razones o propósitos que motivaron su redacción.

### El derecho y el Estado
Fiel a los postulados de la filosofía krausista, su concepto del derecho es semejante al de otros autores que pertenecen a esa escuela. El derecho reposa en dos principios: la razón y la libertad («principio de armonía de las relaciones voluntarias del hombre con la sociedad»). Para Peréz Pujol, la «fórmula del derecho» se reduce a esta expresión: «No hacer mal, hacer el bien prometido, he ahí las dos condiciones sociales y voluntarias del fin humano»; obligación que tiene al tiempo un límite jurídico.[cita requerida]
Cuando en sus Orígenes y progresos del derecho en España describe el derecho y sus fuentes a lo largo de la historia de España, resalta cómo ese derecho ha ido realizando el progreso humano sobre los cimientos del «libre albedrío» y de la «razón». Conecta el hecho de que el individuo provoca la aparición de la idea jurídica, aunque el derecho no regula la totalidad de las relaciones sociales voluntarias, sino que «las armoniza y declara obligatorias por ser condiciones del destino del individuo y de la sociedad».[cita requerida] La misión del derecho podría ser la de definir las condiciones dependientes de la voluntad. Estas condiciones son: la libertad y la asociación. Una nota viene a decir su concepto del derecho: la coacción. «Derecho, pues, es la regla que se impone con necesidad a la voluntad libre, tanto que si no se acata viene la coacción para obligar a su cumplimiento».[cita requerida]
En Pérez Pujol hay una mayor rectificación del idealismo; señala que la coacción no constituye la esencia del derecho, pero el elemento coercitivo puede ser usado por el Estado. Además, distingue claramente entre sociedad y Estado. La primera es un organismo con fines, caracteres y funciones propias, entre ellas: las que rigen su crecimiento y conservación, y las que gobiernan la acción del Estado. Este es, en cambio, una institución social que suple la iniciativa privada en la medida en que esta sea insuficiente. Reconociendo ese papel transitorio y tutelar al Estado, daba nuevo vigor a otros organismos como los municipios; porque —para Pérez Pujol— el poder no ha de ser controlado desde un órgano alejado de la realidad de la sociedad española. Y de ahí sus críticas a los partidos políticos, así como su oposición a regímenes autoritarios.[cita requerida]
Pérez Pujol también diferencia entre Estado y nación. La nación puede ser representada por el Estado, pero no confundirse con el mismo; es un tipo de sociedad total, que abarca todos los organismos de la sociedad más o menos perfectos. Así, el Estado queda como la institución social que condiciona los medios para el cumplimiento de los fines del individuo y de la sociedad.[cita requerida]

### Sistema político
El espíritu de Pérez Pujol, que siempre osciló entre la razón y la verdad, perdió el equilibrio,[cita requerida] lo que le lleva a escribir una serie de ensayos, compilados en La obra de la paz (1876), y «El régimen electoral» (Revista de España, 1877), donde reflexionaba sobre las incidencias de la política.
A sus ojos, la cuestión más grave es el alejamiento entre la sociedad y la vida pública. Insiste en la necesidad de modificar el régimen electoral, ya que, de ignorarse la opinión pública, podría llegarse a un «carisma popular». Los partidos políticos han cumplido su papel, nada queda de las antiguas trabas; y la Constitución de 1869 cierra en España el ciclo de la evolución individualista y llama la política a nuevos destinos.
Para Pérez Pujol, los principios que legitiman el derecho de sufragio son dos: la facultad legislativa de declarar el derecho y la potestad de votar impuestos que exigen los servicios y cosas comunes. Distingue en el sufragio dos órdenes diferentes: un «elemento absoluto», el derecho que el hombre tiene de que se tome en cuenta su dictamen al establecerse las leyes como declaraciones de la razón; y un «elemento relativo», que rectifica el sufragio en sentido desigual.
Percibe como evidente la participación de una nueva clase en la vida política: la clase obrera. Así, alerta de los peligros que un posible socialismo podría suponer, con la ruptura de un sistema equilibrado. Por ello, en el supuesto de que una participación masiva les hiciera obtener una representación electoral mayoritaria, insiste en el sufragio a través de los gremios, donde los intereses del trabajo, del capital y de la inteligencia cree que estarían equitativamente representados. En la imagen que Pérez Pujol traza del régimen electoral se encuentran los principios de una democracia orgánica.[cita requerida] Admitiendo la cuestión social como prioritaria a la política, aconseja que se trate como política la cuestión obrera y se estimule un acercamiento de capitalistas y trabajadores.
El sistema político debe reformarse. Si se proponen cambios en el régimen electoral, también debe reformarse el poder judicial, así como el procedimiento, y propinar un sistema de control judicial basado en la historia judicial de la Corona de Aragón: el juez de agravios (greuges). El Estado no puede ni debe representar solo los intereses de las diferentes comunidades; deben colaborar en la empresa otros organismos: las diputaciones y los municipios. La descentralización ha de basarse en una fuerte y viva presencia de los poderes locales y, para ello, el municipio «no se forma solo con los habitantes intramuros sino con las aldeas suburbanas, con la ciudad y su tierra».[cita requerida] Dentro de los municipios, el régimen electoral debe basarse en los gremios, representantes de los intereses sociales.

### Reformismo social
El elemento ético, la idea del progreso, la posibilidad de concertar armoniosamente intereses de capital y trabajo, no pueden esquivarse; se alude al reformismo. La llamada «cuestión social» surgió pronto en la literatura de la época. En 1872, Pérez Pujol escribió La cuestión social en Valencia, donde observa desde su perspectiva particular los problemas y conflictos que afectaban a la clase obrera valenciana. Sus soluciones van más allá de las del liberalismo. Sus bases éticas y su confianza en la pedagogía y en la razón debieron sufrir un rudo golpe ante el debate de la Internacional.
La Sociedad Económica de Amigos del País de Valencia le dio la ocasión para estudiar lo que califica de «desavenencias económicas que han surgido en esta ciudad entre fabricantes y trabajadores», convencido de que debían encontrarse los medios para resolver esas diferencias sin salir de la esfera del derecho.
¿Qué es para Pérez Pujol la «cuestión social»? Es la necesidad de mejorar la suerte de las clases trabajadoras, ante la que está el problema de la historia. Pérez Pujol señala unas circunstancias que proporcionan a la cuestión social unos caracteres más acentuados, resumidos en los excesos de la industrialización: el trabajo de las mujeres y niños en las fábricas, la concentración de la industria en grandes talleres, la mayor diferencia en las ciudades industriales entre unas clases económicas y otras, etc. Se trata del inicio del proceso de industrialización en Valencia y del nacimiento de una conciencia obrera solidaria. Por ello, no acepta como justificaciones ni la presencia de las ideas de la Internacional ni el ejercicio del derecho de huelga (ya existente con anterioridad).
El potencial peligro que representan la Internacional o las huelgas puede controlarse poniendo remedio a los problemas. Así, propone una serie de medios: jurados mixtos, casas de socorro, sociedades cooperativas de crédito, montes de piedad y cajas de ahorro, participación de beneficios, además de la instrucción del obrero y la familia del obrero. Dentro de la instrucción obrera destaca tres círculos: la instrucción primaria, para niños y adultos con carácter obligatorio; la instrucción técnica, desarrollada a través de diversas instituciones (escuela de artesanos y patronato de aprendices); y la institución moral, que compaginaría el sentimiento religioso con principios sencillos del derecho. De esta manera, un obrero instruido ayudaría más a resolver los problemas entre capital y trabajo.
Asimismo, Pérez Pujol propone la recuperación de los gremios como instrumento que supere los problemas laborales. A su juicio, a través de los gremios se obtenían ventajas económicas (desarrollo y estímulo de la producción y el consumo), pedagógicas y éticas. Un sistema cooperativista de acción social y política haría innecesaria la existencia de los partidos políticos; en este sentido, insistió en el porvenir de los gremios como régimen asociativo en La obra de la paz.
Aun siendo contrario a ella, Pérez Pujol reconoce como fin de la Internacional emancipar al trabajador de la explotación del capital. Dentro de la Internacional, cree poder diferenciar varios grados de integración: aquellos que profesan sin reservas la fe internacional, quienes de buena fe creen en ella y los que creen en la sociedad rechazando cualquier intento por mejorarla. Dentro del socialismo, Pérez Pujol distingue a los partidarios de la asociación forzosa de los societarios que se inclinan por la asociación voluntaria del Estado.
Al final, en el Congreso habría que delimitar entre el poder del Estado y la cuestión social. Propone entonces varias soluciones: crear jurados mixtos, cajas de retiro y bancos obreros; promulgar una ley (del 24 de julio de 1873) sobre el trabajo de mujeres y niños; y regular la jornada de trabajo y las horas extraordinarias.[cita requerida]

### Historiador del derecho
Pérez Pujol profundizó en el conocimiento de las diferentes disciplinas que se le encomendaron en su carrera. Un texto recoge la definición de historia: «exposición razonada del desarrollo de la humanidad en el espacio y en el tiempo». En Historia de las instituciones sociales de la España goda (4 vols., 1896) se hace eco de la sociología positivista, mientras que en su Historia general del derecho español (1886) describe la nación como «conjunto de hombres que habitan un punto determinado».
Son evidentes las relaciones entre historia y derecho: Pérez Pujol trató de conocer el progreso histórico, manifestado en el último a través de las fuentes, de los hechos jurídicos, de su objeto y contenido. En su obra, la historia del derecho aparece a la vez que se forma la nacionalidad española —según él, durante la «edad goda», en el siglo v). Sigue el método tradicional de exposición de la Historia general del derecho español, distinguiendo una historia externa (las fuentes) y otra interna (los contenidos). Esta se dividiría en tres edades: goda, media y moderna. Y sus elementos básicos serían el romano o latino, la libertad germánica y el cristianismo. Así, en su estudio de las «instituciones sociales de la España goda» trata examinar sus diferentes formas y modificaciones. Para ello, recure a la denominada historia de los sucesos.
Sus «Apuntes sobre la fuerza obligatoria del Fuero Real» nos acerca a un texto jurídico que todavía plantea problemas de vigencia.

## Datos de interés
El segundo apellido de Eduardo Pérez, Pujol, aparece durante los primeros años de su vida como «Puyol»; sin embargo, al poco de llegar a Valencia, sin poder determinar la fecha exacta, ya se ha modificado a «Pujol».